# Burkersroda
Burkersroda ist ein Ortsteil der Gemeinde Balgstädt im Burgenlandkreis in Sachsen-Anhalt.

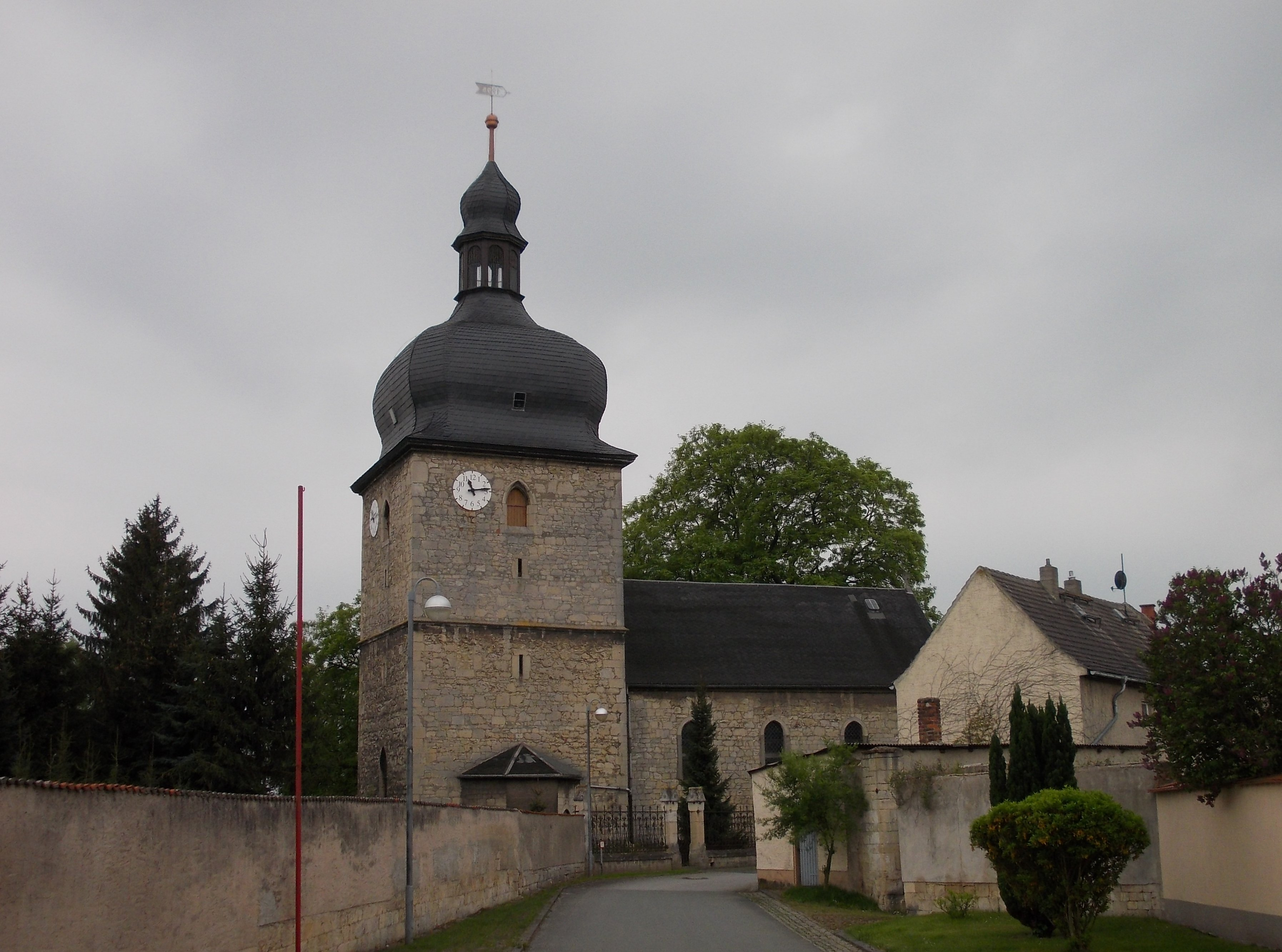
Dorfkirche Burkersroda

## Geografie
Burkersroda liegt zwischen Laucha an der Unstrut und Eckartsberga. Die Landesstraße 208 tangiert das Dorf verkehrsmäßig, das sich mit seiner Gemarkung in einem Ackerhügelland befindet und das höchstgelegene Dorf der Finne ist. Zur ehemaligen Gemeinde Burkersroda zählte der Ortsteil Dietrichsroda.

## Geschichte
Burkersroda wurde vor dem 24. September 1159 erstmals urkundlich genannt, als Bischof Berthold von Naumburg seiner Kirche eine Hufe in Burgenroht schenkte. In einem Sühnevergleich wird der Ort als Burghardisrode genannt, während in einem Lehnbrief aus dem Jahr 1494 der Name Burkertzrode erscheint. Es war der Stammsitz der Herren von Burkersroda. Für den jüngeren Seitenzweig der Herren von Burkersroda, die von Heßler, war im Ort ein Vorwerk, mit 5 Hufen und einem freien Hof und Hözern, als Lehngut verzeichnet. Durch Erbrezesse war es zudem mit dem Rittergut in Burgheßler verbunden.
Am 30. Juni 2009 wurde die bis dahin selbstständige Gemeinde Burkersroda in die Gemeinde Balgstädt eingemeindet.

## Kultur und Sehenswürdigkeiten

### Kirche Burkersroda
Die Kirche prägt mit ihrem massigen spätromanischen Chorturm mit barocker Schweifhaube und Laterne das Ortsbild. Der Chor ist kreuzgratgewölbt. Das rechteckige Schiff wird von einer stuckierten Voutendecke des späten 18. Jahrhunderts geschlossen. Das Bauwerk wurde im 19. Jahrhundert mehrfach umgebaut. Die neugotische Ausstattung besteht aus Altar, Kanzel und Orgelprospekt. Eine Bronzeglocke stammt von 1822.

### Weitere Kulturdenkmale
- Grabstätte auf dem Ortsfriedhof für eine namentlich bekannte polnische Frau, die 1943 Opfer der Zwangsarbeit wurde.
- Brunnenhaus von 1827
- Napoleonstein, 1913 errichtetes Denkmal zur Erinnerung an die Verwüstung des Ortes durch das auf dem Rückzug befindliche Heer Napoleons am 21. Oktober 1813.

## Wirtschaft und Infrastruktur
Der Ort wird von der Landesstraße 208 von Laucha nach Eckartsberga durchquert.